# Liste der Biografien/Ist
Liste der Biografien |
Portal Biografien |
Personensuche
# |
A |
B |
C |
D |
E |
F |
G |
H |
I |
J |
K |
L |
M |
N |
O |
P |
Q |
R |
S |
T |
U |
V |
W |
X |
Y |
Z |
?
 
Ia |
Ib |
Ic |
Id |
Ie |
If |
Ig |
Ih |
Ii |
Ij |
Ik |
Il |
Im |
In |
Io |
Ip |
Iq |
Ir |
Is |
It |
Iu |
Iv |
Iw |
Ix |
Iy |
Iz
 
Isa |
Isb |
Isc |
Isd |
Ise |
Isf |
Isg |
Ish |
Isi |
Isj |
Isk |
Isl |
Ism |
Isn |
Iso |
Isp |
Isr |
Iss |
Ist |
Isu |
Isw |
Isy
Die Liste der Biografien führt alle Personen auf, die in der deutschsprachigen Wikipedia einen Artikel haben. Dieses ist eine Teilliste mit 46 Einträgen von Personen, deren Namen mit den Buchstaben „Ist“ beginnt.

## Ist

### Ista
- Ista, Kevyn (* 1984), belgischer Radrennfahrer
- Istad, Jon (1937–2012), norwegischer Biathlet
- Istad, Sverre (* 1965), norwegischer Biathlet
- Istad-Kristiansen, Gro Marit (* 1978), norwegische Biathletin
- İstanbulluoğlu, Garbis (1927–1994), türkischer Fußballspieler
- Istanmäki, Sisko (* 1927), finnische Schriftstellerin
- Ištar-šumu-ereš, Schreiber, Gelehrter
- Istarani, Ni Ketut Mahadewi (* 1994), indonesische Badmintonspielerin
- Istaz, Karl (1924–2007), belgischer Ringer und Wrestler

### Iste
- Istel, Edgar (1880–1948), deutscher Komponist und Musikwissenschaftler
- İstemi, Mehmet Sıddık (* 1989), türkischer Fußballspieler
- Istenič, Lilijana (* 1931), jugoslawische bzw. slowenische Biologin
- Istenič, Rudi (* 1971), slowenischer Fußballspieler
- Isterewicz, Philipp (* 1992), deutscher Moderator
- Isterheil, Heinz (1914–1990), deutscher Schauspieler und Theaterintendant

### Istl
- Istler, Josef (1919–2000), tschechischer Maler

### Isto
- Istóczy, Győző (1842–1915), ungarischer Abgeordneter und Schriftsteller
- Ištóková, Katarína (* 1986), slowakische Fußballspielerin
- Istomin, Denis (* 1986), usbekischer TennisspielerDenis Istomin (* 1986)

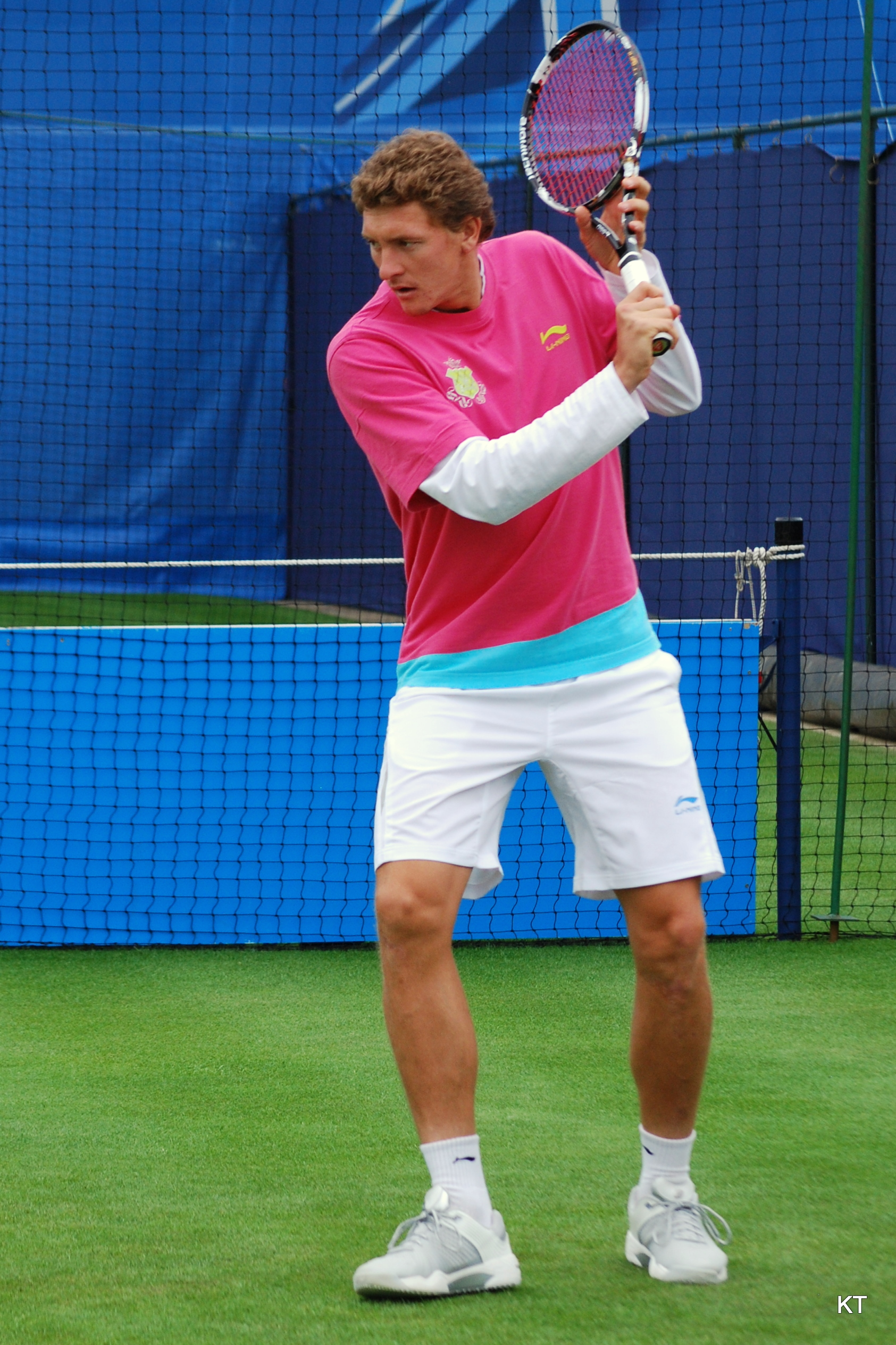
Denis Istomin (* 1986)

- Istomin, Eugene (1925–2003), US-amerikanischer Pianist
- Istomin, Oleksandr (* 1998), ukrainischer Billardspieler
- Istomin, Sergei, russisch-französisch-kanadischer Cellist und Gambist
- Istomin, Sergei (* 1986), kasachischer Gewichtheber
- Istomin, Wladimir Iwanowitsch (1809–1855), russischer Marineoffizier
- Istomina, Awdotja Iljinitschna (1799–1848), russische Ballerina
- Istomina, Marija Alexejewna (* 1997), russische Skilangläuferin
- Istomina, Natalija (* 1973), litauische Politikerin
- Istook, Ernest (* 1950), US-amerikanischer Politiker

### Istr
- Istrate, Gavril (1914–2014), rumänischer Romanist und Rumänist
- Istrate, Nicolae (* 1982), rumänischer Bobsportler
- Istrățescu, Andrei (* 1975), rumänischer Schachspieler
- Istrati, Alexandre (1915–1991), rumänisch-französischer Maler und Vertreter des Informel
- Istrati, Panait (1884–1935), französischsprachiger Schriftsteller rumänischer Herkunft
- Istrefaj, Djellza (* 2000), deutsch-albanische Fußballspielerin
- Istrefi, Era (* 1994), kosovarische Pop-SängerinEra Istrefi (* 1994)

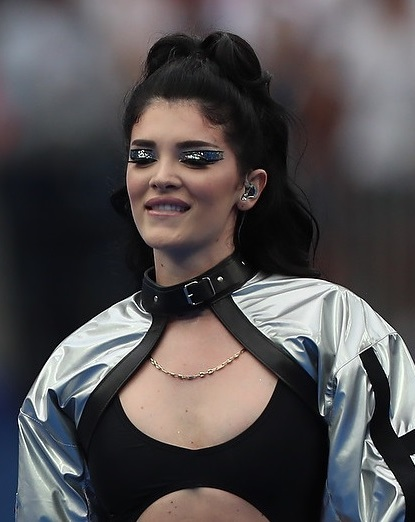
Era Istrefi (* 1994)

- Istrefi, Ferat (* 1991), albanischer Tennisspieler
- Istrefi, Nora (* 1986), kosovarische Pop-Sängerin
- Istrefi-Peci, Remzije (* 1972), kosovarische Richterin und Hochschullehrerin
- Istria, Dora d’ (1828–1888), rumänisch-albanische Schriftstellerin
- Istrokles, griechischer Vasenmaler oder Töpfer

### Istu
- Ištup-ilum, Herrscher von Mari
- Istúriz, Francisco Javier de (1790–1871), spanischer Staatsmann

### Istv
- István Báncsa († 1270), Erzbischof von Esztergom und der erste ungarische Kardinal der Römischen Kirche
- Ištvan, Miloslav (1928–1990), tschechischer Komponist und Musikpädagoge
- Ištvan, Radomír (* 1959), tschechischer Komponist und Musikpädagoge
- Istvanffy, Miklós (1538–1615), ungarischer Historiker